# Aldeaseca (Àvila)
Aldeaseca  és un municipi espanyol a la província d'Àvila, a la comunitat autònoma de Castella i Lleó.

## Demografia
| 1991 | 1996 | 2001 | 2004 |
| ---- | ---- | ---- | ---- |
| 415  | 362  | 323  | 313  |